# 国家电力投资集团

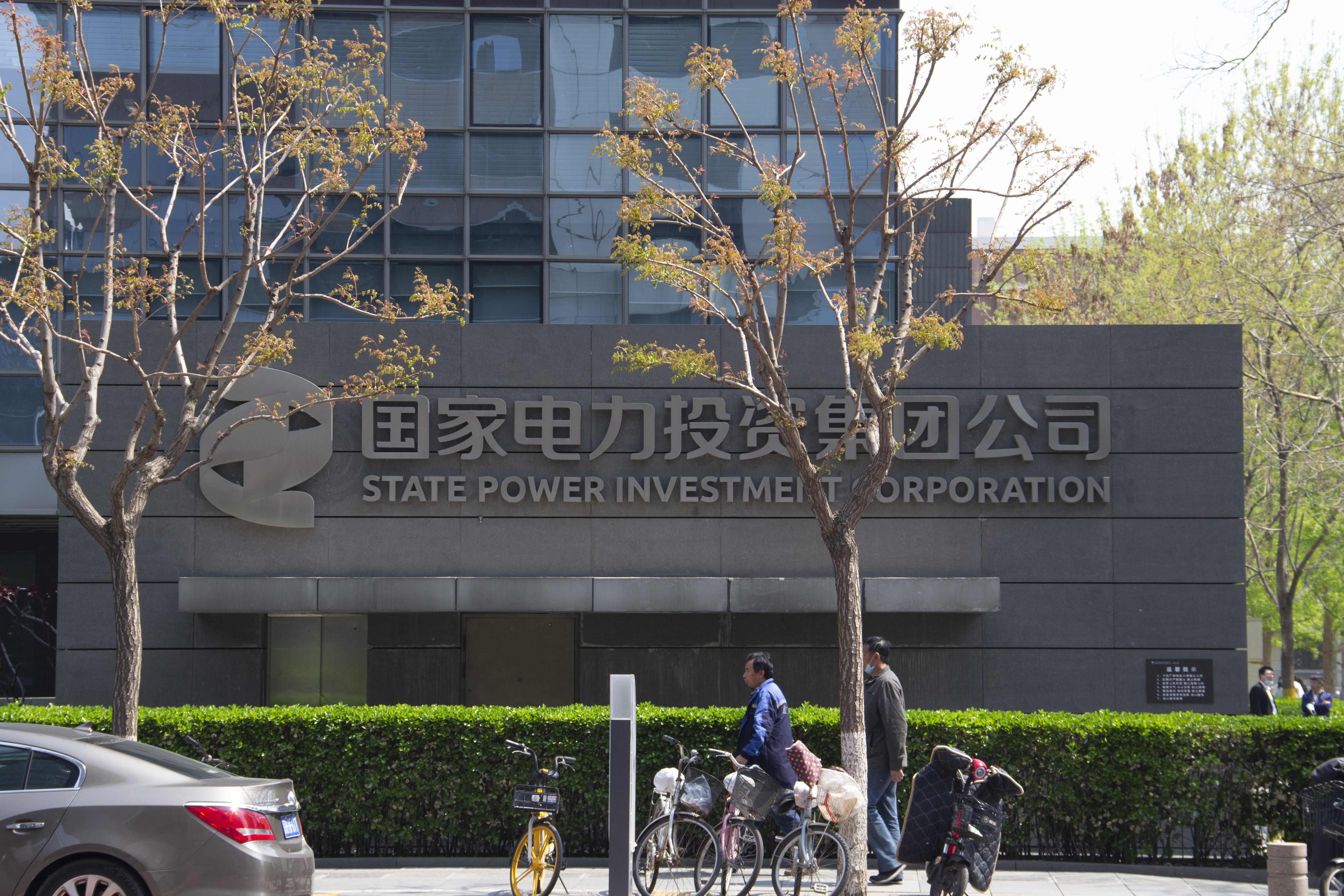

国家电力投资集团有限公司，簡稱国家电投，是2015年5月29日成立的一个中国国有企业。该集团由中国电力投资集团公司和国家核电技术公司重组而成，是中国大陆五大发电集团(中国华能集团公司、中国大唐集团公司、中国华电集团公司、中国国电集团公司、国家电力投资集团公司)之一。

## 历史
原国家核电技术有限公司董事长、党组书记王炳华担任新成立的国家电力投资集团公司董事长、党组书记。原中国电力投资集团公司党组成员、副总经理兼总会计师孟振平担任国家电力投资集团公司总经理、董事、党组副书记。国电投的诞生，标志着中华人民共和国核电三分天下的格局形成（其他两家为中核集團、中广核），它也是横跨火电、水电、核电、新能源等多个领域的能源新巨头，该资产总额超过6600亿元。
由中國電力投資集團公司和國家核電技術公司重組組建的國家電力投資集團公司2015年7月15日在北京掛牌成立，註冊資本金450億元（人民幣，下同），資產總額8,761億元，員工總數近14萬人，2016年位居世界五百强第342位。重組後成立的國家電力投資集團，將成為中國唯一同時擁有火電、水電、核電、新能源資源的綜合能源集團。同時，國家電投集團將整合核電研發設計、工程管理與核電資源，成為中國在核能領域最大的全產業鏈核電公司。
2017年，国家电力投资集团由全民所有制工業企業改制為为国有独资有限公司。

## 外部連結
- 官方网站 （中文）（英文）